# Batalla de Noirmoutier (30 setembre 1793)
La batalla de Noirmoutier (30 setembre 1793) fou la primera batalla a l'illa de Noirmoutier, durant la guerra de Vendée, va tenir lloc el 30 de setembre de 1793. Acaba amb la victòria dels republicans que rebutgen un intent dels Vendeans d'apoderar-se de l'illa de Noirmoutier.

## Preludi
Després de la batalla de Saint-Fulgent, Charette es va separar de Lescure i va tornar a Legé el 26 de setembre. Després es dirigeix als voltants de Machecoul, i més tard potser a l'illa de Bouin. No obstant això, molts combatents van abandonar el seu exèrcit per tornar als seus pobles, sovint devastats pel pas de les tropes republicanes. Segons les memòries de l'oficial Lucas de La Championnière, a Charette només li quedaven entre 600 i 700 homes, així com un "tren d'artilleria vergonyós".
Els habitants de Barbâtre, una de les ciutats de l'illa de Noirmoutier, es van unir a ell i van oferir la seva ajuda per atacar l'illa. Segons les memòries de François Piet, aleshores oficial de l'exèrcit republicà i després jutge de pau del cantó de Noirmoutier a la dècada de 1830, Charette també va ser contactat per la senyora Victoire Élisabeth Mourain de l'Herbaudière, de soltera Jacobsen, vídua de Charles Mourain de l'Herbaudière, antic alcalde de Noirmoutier-en-l'Île, condemnat a mort el 3 de maig de 1793 i executat a les Sables-d'Olonne per haver participat en la insurrecció de març de 1793. Segons Piet, aquesta darrera, restava desitjant venjar la mort del seu marit, li va enviar una carta instant-lo a apoderar-se de l'illa de Noirmoutier, que li asseguraria les comunicacions amb Anglaterra i de la qual podria obtenir ajuda. Aquesta versió també la repren l'autor reialista René Bittard des Portes i l'historiador republicà Charles-Louis Chassin.

## Forces presents
Charette decideix passar a l'ofensiva i reuneix uns 2.000 homes als voltants de Legé. La guarnició de l'illa de Noirmoutier tenia com a mínim entre 200 i 800 homes, sota el comandament de Jean-Conrad Wieland.

## Esdeveniments
La nit del 29 al 30 de setembre, el petit exèrcit de Charette va entrar al Passage du Gois, una calçada submergible transitable a peu durant la marea baixa, que connecta l'illa de Noirmoutier amb el continent a través de Beauvoir-sur-Mer. Durant aquest temps dins de l'illa, els conspiradors s'apoderen de les bateries d'artilleria de Barbâtre per clavar els canons.
La seqüència d'esdeveniments difereix en determinats punts segons les fonts. Segons l'informe de Wieland, recollit per Savary, els conspiradors de l'illa es van apoderar de quatre postes i de les bateries de Gois i La Fosse a les 4 de la matinada. Van desarmar els artillers, van disparar cinc canons i després van avançar per trobar-se amb Charette. Avisat per un llaurador anomenat Ganachaud, Wieland dona l'alarma, i recupera el control de les bateries. Es van desenganxar uns quants canons i la columna de Charette va ser canonada i empesa enrere quan havia avançat més enllà de la pedra de Belise i només va haver de creuar el pas de l'atrinxerament.
A les seves memòries, l'oficial de Vendée Lucas de La Championnière afirma que els homes de Charette només estaven compromesos a mig camí del Passage du Gois quan un foc de canó els va fer entendre que la sorpresa s'havia perdut. Segons ell, un dels conspiradors hauria calat foc accidentalment a una de les habitacions. Tement que la seva retirada fos tallada per la pujada de la marea, els Vendeans es van tornar una temps abans de l'alba. Són agafats sota el foc des d'una canonera i tornen a Beauvoir-sur-Mer.
Després d'aquest fracàs, Charette va arribar a l'illa de Bouin, després va fer un intent infructuós prop de Saint-Gilles-Croix-de-Vie. Va tornar a Legé el 3 d'octubre.

## Pèrdues
Segons Lucas de La Championnière, la columna de Charette només va perdre dos homes.
Aleshores, el comandant Wieland va establir una comissió militar per buscar i jutjar els conspiradors. Estava formada per un capità i un sergent del 5è Batalló de la Manega, un comissari de la marina i dos oficials de la Guàrdia Nacional. Un tal Charles Le Roux, artiller del lloc de La Bassotière, va ser acusat notablement d'haver desarmat els guàrdies del lloc de Bois i del lloc de Cazis al capdavant de 40 «brigants». Tanmateix, es desconeix el resultat del treball de la comissió.